# شعران ثعلبي
الشعران الثعلبي أو الضمران الثعلبي (باللاتينية: Agathophora alopecuroides) نوع نباتي يتبع جنس الضمران من الفصيلة القطيفية، وهو النوع الوحيد في هذا الجنس.

## البيئة والانتشار
ينتشر في معظم مناطق الوطن العربي مثل بلاد الشام ومصر والمغرب العربي والجزيرة العربية.

## مرادفات للاسم العلمي
- (باللاتينية: Agathophora postii (Eig) Botsch.)
- (باللاتينية: Salsola postii Eig)
- (باللاتينية: Agathophora algeriensis Botsch.)
- (باللاتينية: Agathophora galalensis Botsch.)
- (باللاتينية: Agathophora iraqensis Botsch.)
- (باللاتينية: Salsola alopecuroides Delile)
- (باللاتينية: Halogeton alopecuroides (Delile) Moq.)